# Ilha Clarence

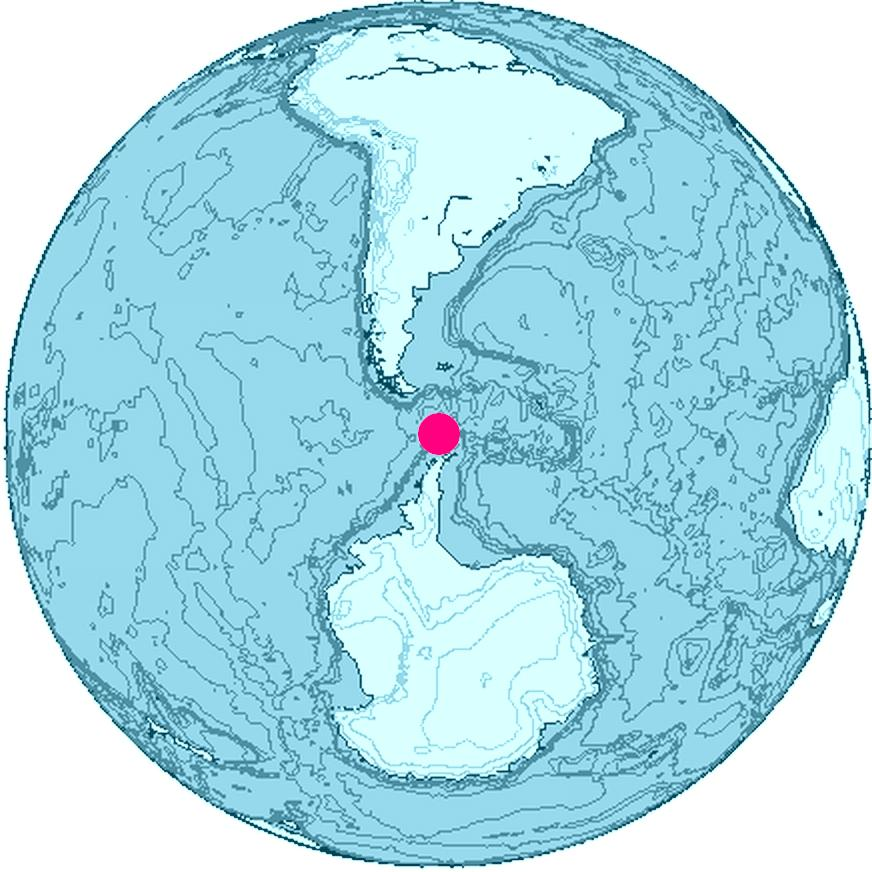
Localização da ilha Clarence

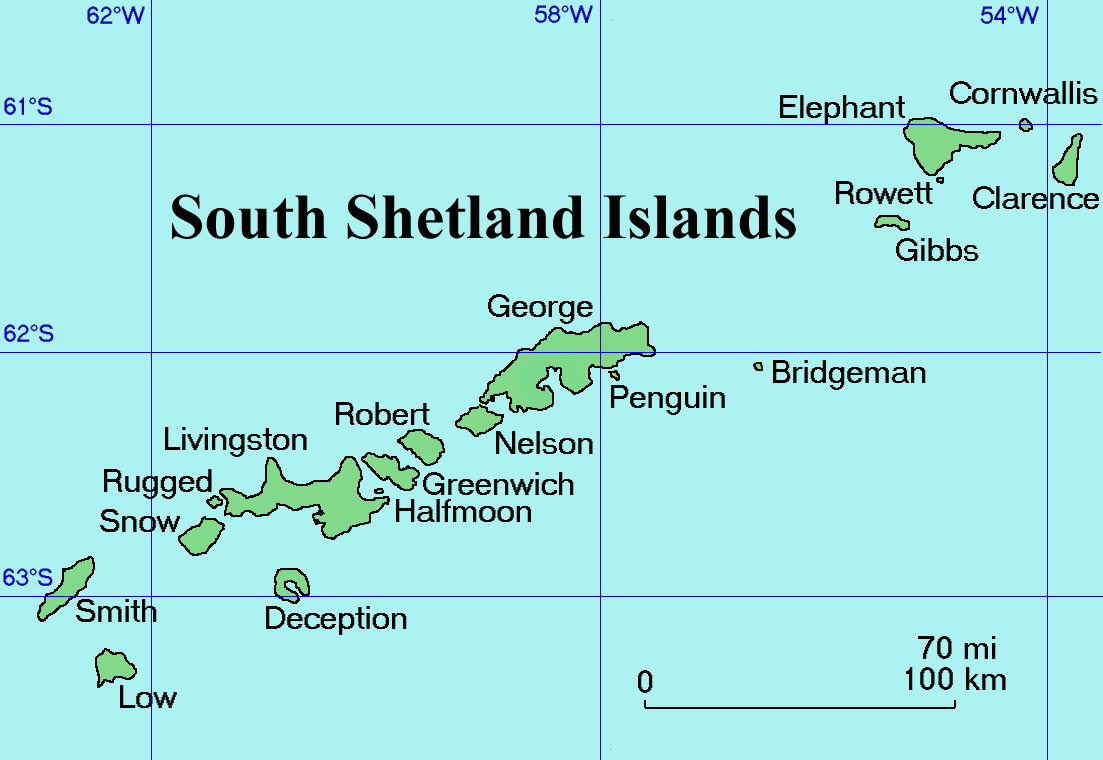
Um mapa das ilhas Shetland do Sul

A ilha Clarence, que possui as coordenadas (61° 12′ S, 54° 05′ O), é uma ilha de 18 km de comprimento e que situa-se no extremo leste das ilhas Shetland do Sul. A origem do nome provavelmente é anterior a 1821, muito antes de Ernest Shackleton ter avistado a ilha em sua lendária viagem de barco até a ilha Elefante. A posse da ilha é requerida pela Grã-Bretanha e pela Argentina, através de seu "Departamento Islas del Atlántico Sur".
O Monte Irving, com 2.300 m de altura, situa-se a 3 km a norte do Cabo Bowles, no extremo sul da ilha. Também existem duas pequenas ilhas a 1,5 km a leste da ilha Clarence. Dessas, a mais ao norte chama-se Sugarloaf, na coordenada (61° 11′ S, 54° 00′ O).